# 산토스 우르디나란
산토스 우르디나란(스페인어: Santos Urdinarán; 1900년 3월 30일, 몬테비데오 ~ 1979년 7월 14일, 몬테비데오)은 작은 바스크인(El Vasquito)이라는 별칭으로도 알려진 우루과이의 전 축구 선수이다. 그는 1919년부터 1933년까지 나시오날에서 우측 공격수로 활동했다.(318경기 출전, 124골 득점) 그는 몬테비데오에서 출생하여 영면에 들었다.
그는 우루과이 국가대표팀에서 활동하며 20경기에 출전하여 2골을 넣었다. 그는 국가대표팀 일원으로 2번의 올림픽 금메달(1924년과 1928년)과 1930년 월드컵 우승(결승전에는 결장), 그리고 3번의 코파 아메리카 우승(1923년, 1924년, 그리고 1926년)을 거두었다.

## 수상
나시오날
- 우루과이 프리메라 디비시온: 1919, 1920, 1922, 1923, 1924, 1933
- 코파 데 콤페텐시아 (3): 1919, 1921, 1923

우루과이 국가대표팀
- 월드컵 (1): 1930
- 남미 축구 선수권 대회 (3): 1923, 1924, 1926
- 하계 올림픽 (2): 1924, 1928